# Арабинозный оперон
Арабино́зный оперо́н (англ. arabinose operon) — бактериальный оперон, кодирующий белки, необходимые для метаболизма арабинозы. Он подчиняется как позитивному, так и негативному контролю: экспрессию оперона стимулирует субстрат, то есть арабиноза, но при наличии глюкозы в среде его экспрессия подавлена. В состав арабинозного оперона входит три структурных гена: araB, araA и araD, а также регуляторный ген araC, сцеплённый со структурными генами, и регуляторные участки. Арабинозный оперон был открыт и исследован у кишечной палочки (Escherichia coli) в 1970-х.

## Строение и функции
Арабинозный ген включает четыре гена: структурные гены araB, araA и araD, а также ген araC, кодирующий белок-регулятор. Кроме того, в состав оперона входят регуляторные участки: операторные участки araO1, araO2 и инициаторные участки araI1, araI2. В арабинозном опероне также имеется участок связывания CAP с цАМФ, благодаря которому экспрессия оперона активируется, когда глюкоза заканчивается. araC и araB, araA, araD имеют отдельные промоторы и транскрибируются в противоположных направлениях.

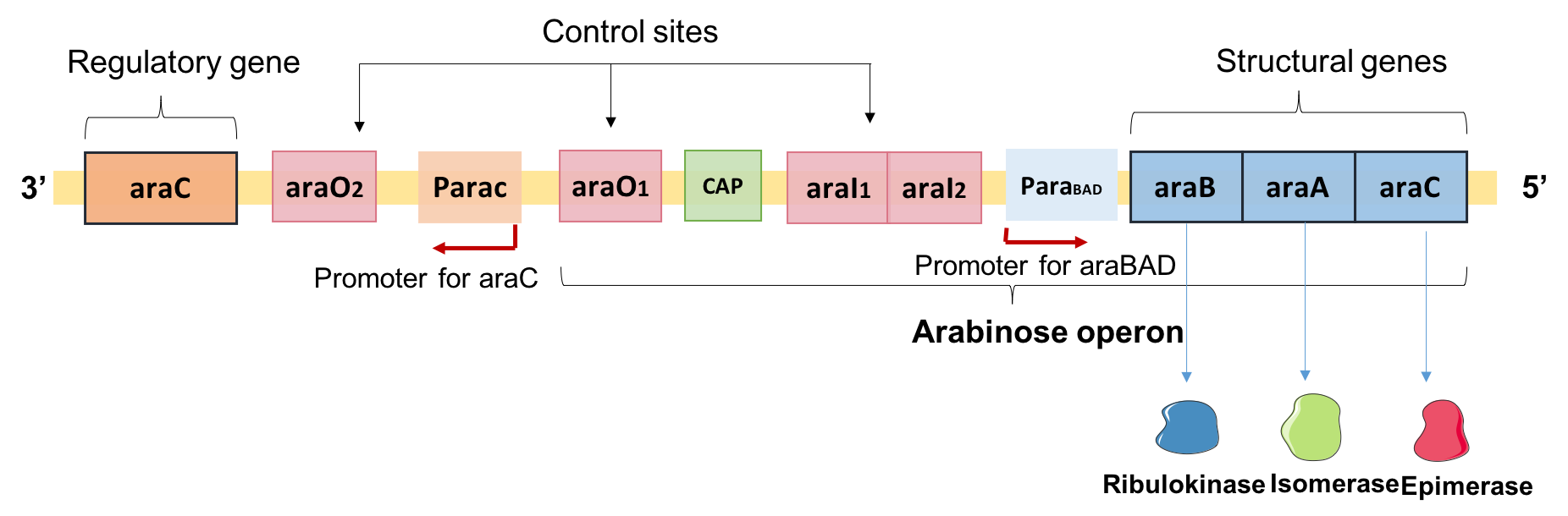
Строение арабинозного оперона Escherichia coli

Ген araA кодирует арабинозоизомеразу, которая катализирует изомеризацию арабинозы в рибулозу. araB кодирует рибулокиназу, которая катализирует фосфорилирование рибулозы с образованием рибулозо-5-фосфата. araD кодирует рибулозо-5-фосфат-4-эпимеразу, которая катализирует эпимеризацию рибулозо-5-фосфата в ксилулозо-5-фосфат. Рибулозо-5-фосфат и ксилулозо-5-фосфат являются метаболитами пентозофосфатного пути, который связывает катаболизм пятиуглеродных и шестиуглеродных сахаров.

Последовательность химических превращений, катализируемых ферментами арабинозного оперона. Продукты реакций: 1 – L-Арабиноза (вне клетки), 2 – L-Арабиноза (в клетке), 3 – L-Рибулоза, 4 – L-Рибулозо-5-фосфат, 5 – L-Ксилулозо-5-фосфат. Ферменты: I – пермеаза, II – L-Арабинозоизомераза, III – L-Рибулокиназа, IV – L-Рибулозо-5-фосфат-4-эпимераза

## Регуляция
Существует несколько путей регуляции арабинозного оперона. Во-первых, катаболитный репрессор CAP в комплексе с цАМФ связывается с регуляторным участком в опероне, активируя его экспрессию во время нехватки глюкозы (в отсутствие глюкозы происходит накопление цАМФ). 

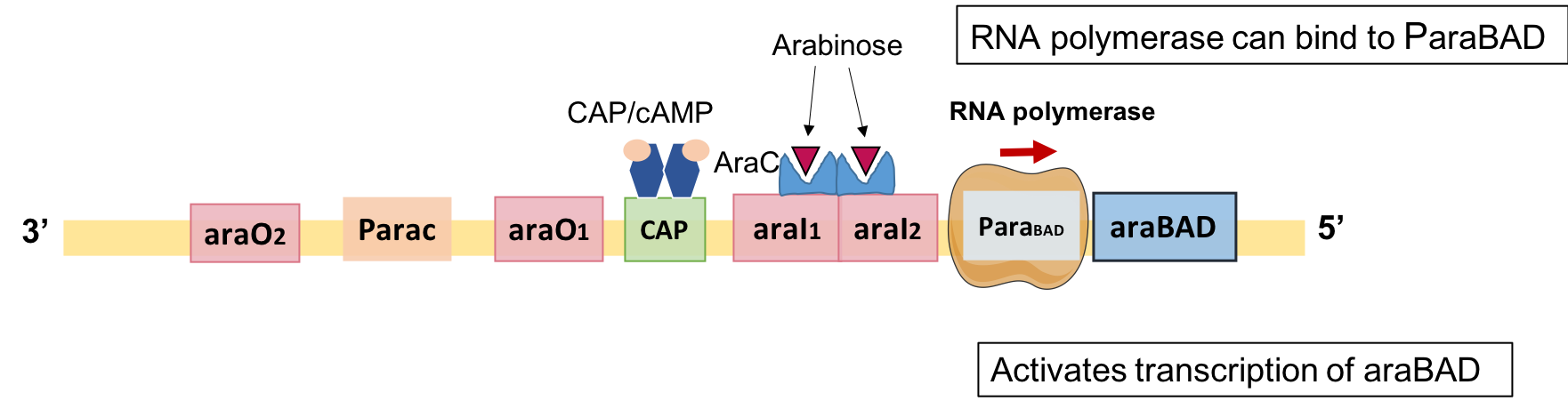
Позитивная регуляция арабинозного оперона белком AraC и комплексом CAP/цАМФ

Во-вторых, арабинозный оперон регулируется белком AraC. Он негативно регулирует собственный синтез, связываясь с O1 и не давая РНК-полимеразе связаться с собственным промотором, и в отсутствие арабинозы функционирует как репрессор. 

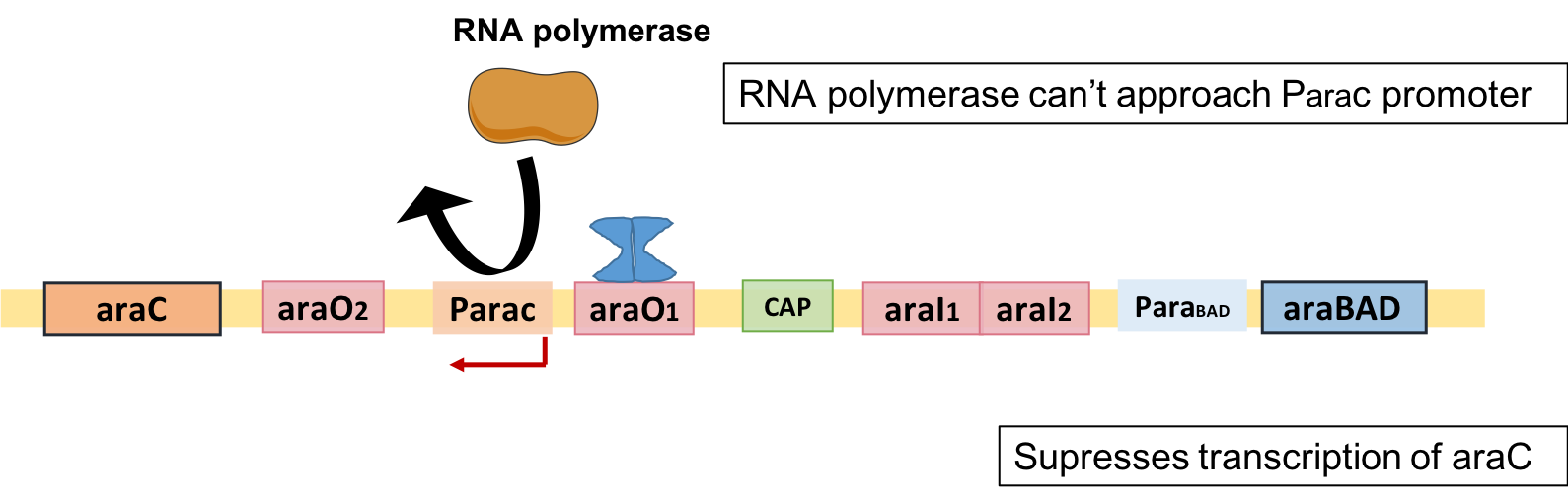
AraC подавляет свой собственный синтез

Когда в среде появляется арабиноза, она связывается с AraC, превращая его из репрессора в позитивный регулятор, который активирует транскрипцию оперона. 

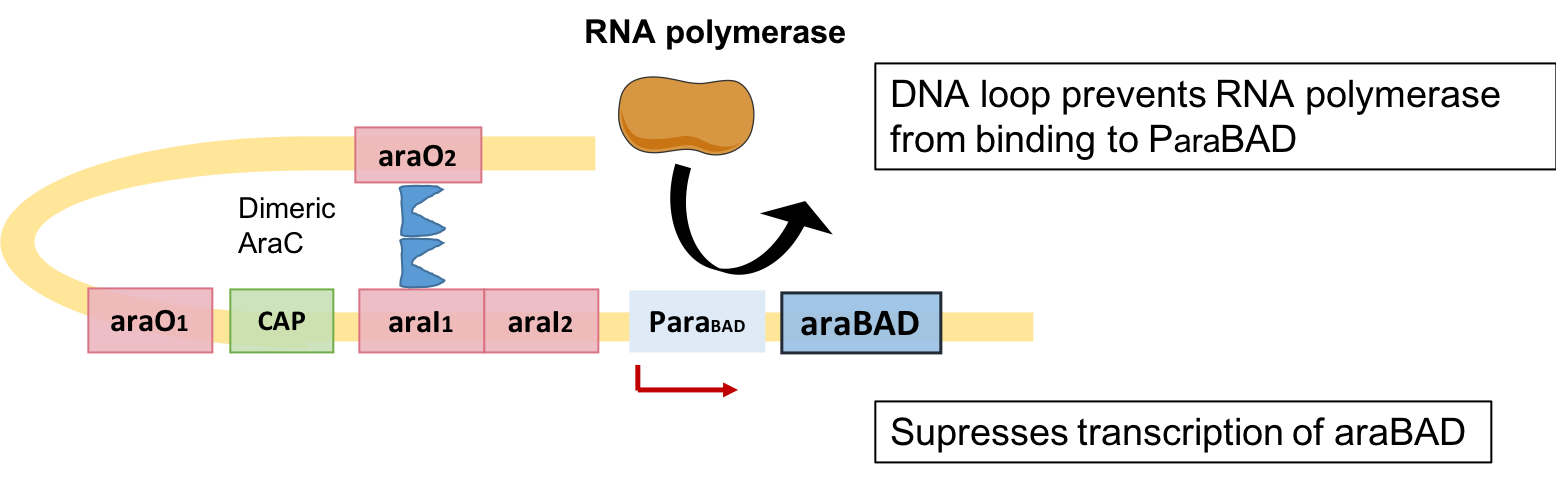
Негативная регуляция арабинозного оперона белком AraC

Показано, что в состоянии репрессора димеры AraC взаимодействуют друг с другом, с O2 и I1, причём для репрессии необходимы белок-белковые взаимодействия между димерами, благодаря которым образуется петля в ДНК. Если искусственно удалить O2 и инициаторные участки на большее расстояние друг от друга, то белок-белковые взаимодействия между димерами AraC оказываются невозможными, и репрессии оперона не происходит. Когда AraC связан с арабинозой, он становится индуктором и взаимодействует с O1 и инициаторными участками. В состоянии репрессора и индуктора AraC взаимодействует с разными инициаторными участками.